# Culinária da Arábia Saudita

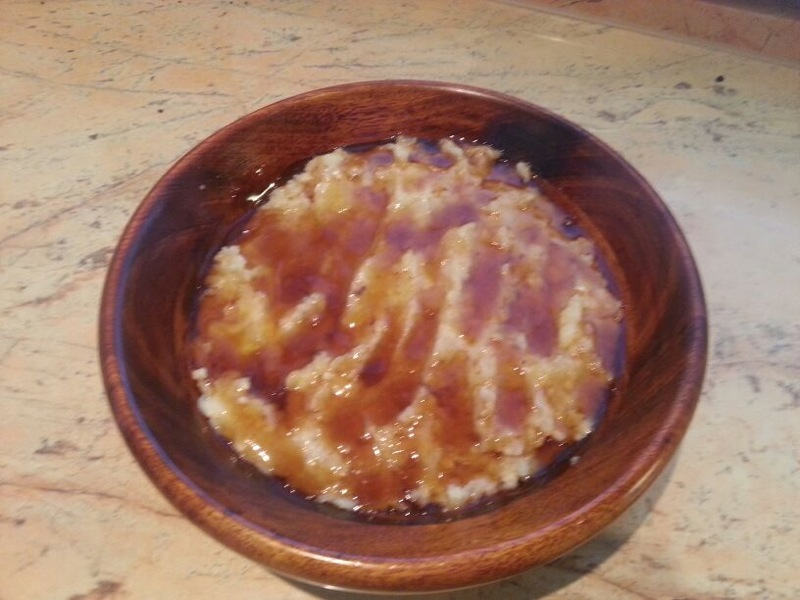
Prato da culinária da Arábia Saudita.

A culinária da Arábia Saudita reflete as tradições das tribos de pastores nómadas que deram origem à nação saudita; por outro lado, reflete também as lei do islão, proíbindo a carne de porco e o álcool. 
As tâmaras, por exemplo, servidas com roux (“haysa al-tumreya”), ou recheadas com amêndoas,  o fatir (pão folha de cevada torrada) e outros tipos de pão, geralmente de farinha de trigo, como o kimaje, as favas, os iogurtes e hawayij (uma mistura de condimentos) são constantes da cozinha saudita.
O arroz também é popular e o prato nacional da Arábia Saudita é o kabsa, uma espécie de pilaf, muitas vezes cozinhado com galinha. Os sauditas estão entre os maiores consumidores de galinha, com uma média de cerca de 40 kg por pessoa, por ano. O carneiro também é uma carne bastante consumida, principalmente em festas, ou para obsequiar hóspedes importantes; a Arábia Saudita é, por essa razão, um dos maiores importadores de carneiro, uma vez que a maior parte da população vive nas cidades e os beduínos que ainda vivem da forma tradicional, como pastores, não conseguem abastecer toda a sociedade.
O leite, de camela, ovelha ou cabra, foi sempre um ingrediente principal da dieta dos beduínos, principalmente na forma de iogurte ou queijo (uma vez que o leite fresco não se conserva muito tempo). O iogurte é comido simples, em molhos (por exemplo, misturado com pepino, na salatat khiar ma'a laban), ou transformado numa bebida chamada lassi, ou a “laban” (palavra árabe que significa leite), que se prepara misturando iogurte, água e gelo.
Para além do chá, que é tomado bastante doce em todas as ocasiões possíveis, o café (“qahwa”) também é uma “instituição”. Primeiro, é uma ofensa recusar um café que é oferecido; por outro lado, é boa educação aceitar um número ímpar de chávenas (pequenas). A preparação do café pode envolver quatro cafeteiras separadas, para os diferentes condimentos que se podem juntar. Na primeira, ferve-se em água o café moído, tira-se do fogo e deixa-se assentar as borras; na segunda, coloca-se o cardamomo, deita-se o café filtrado, junta-se açafrão, faz-se ferver novamente e serve-se. 

## Comida do Ramadan
Durante o Ramadan, só se pode comer depois do pôr do sol (uma refeição chamada Iftar, muitas vezes começada com uma tâmara) e antes da alba (su-hoor) e, como é uma ocasião festiva, preparam-se muitos pratos especiais, incluindo sopas fortes como a harira do Magrebe, vegetais recheados (pimentos, tomates ou beringelas), saladas com vários tipos de grãos ou legumes, como o tabulê, ou molhos como o hummus. Para além do kabsa, já referido, prepara-se também o arroz saudita, cozinhado com vários condimentos, tomate, passas de uva e amêndoas ou pinhões assados.
Para além destas comidas mais fortes, a mesa do Ramadan inclui também tâmaras, frutas secas e nozes, chá, iogurte e vários tipos de doces, como os katayef e os kleeja.